# Dół (Dąbrówka Starzeńska)
Dół – część wsi Dąbrówka Starzeńska w Polsce położona w województwie podkarpackim, w powiecie rzeszowskim, w gminie Dynów.
W latach 1975–1998 Dół administracyjnie należał do województwa przemyskiego